# قرض يوم الدفع

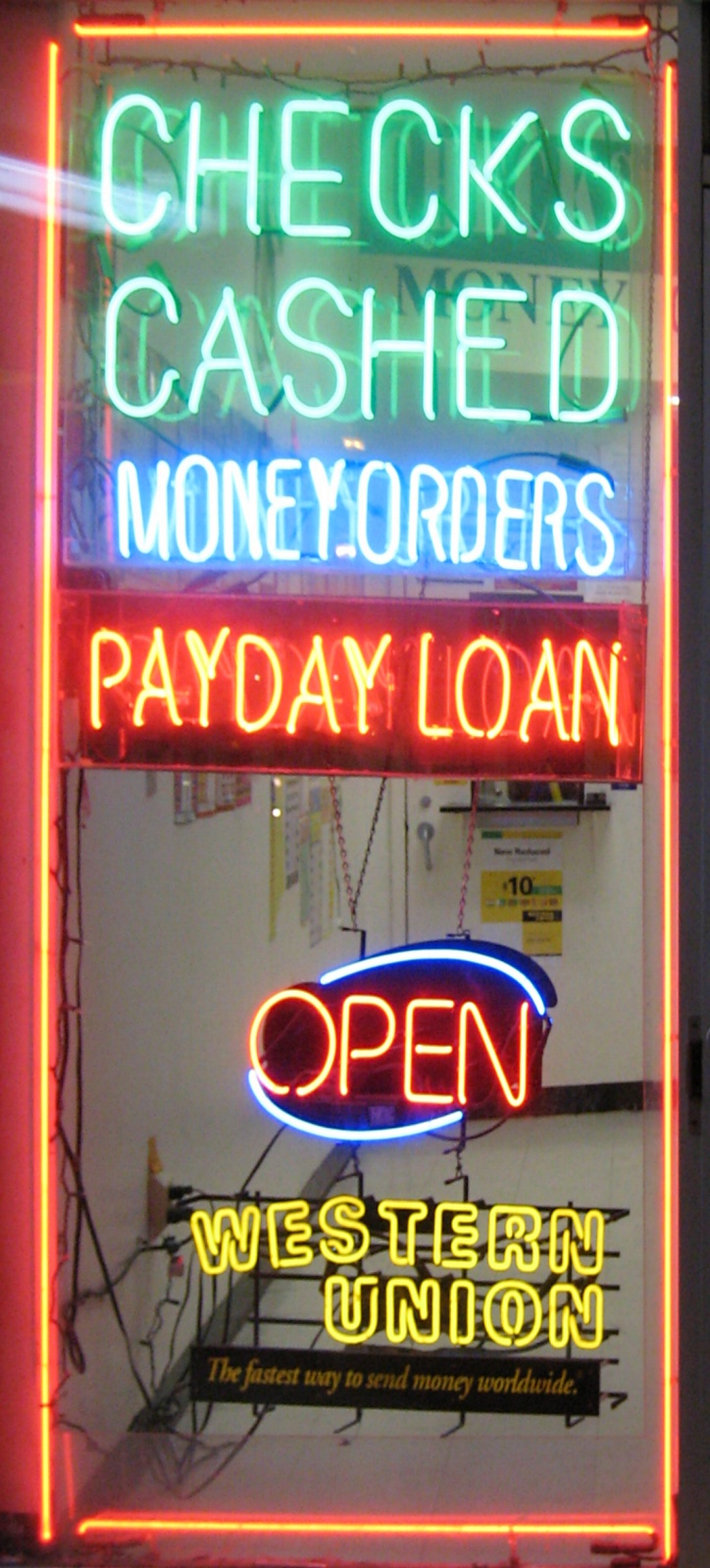
نافذة متجر في فولز تشيرش بولاية فيرجينيا تعلن عن قروض يوم الدفع.

قرض يوم الدفع (وتسمى أيضا قرض الراتب) هو عبارة عن أحد الطرق للحصول على الأموال على أساس قصير الأجل هو الحصول على قرض يوم دفع. قروض يوم الدفع هي عبارة عن قروض بمبالغ صغيرة وقصيرة الأجل وغير مؤمَّنة، حيث يتعهد المقترضون بسدادها من شيك الراتب التالي أو دفعة الدخل المنتظمة.

## وصلات خارجية
- أميركا: إقبال متزايد من الطبقة الوسطى على قروض يوم الدفع